# CGTN-F
CGTN-F (CGTN-Français) – niekodowany (FTA) kanał telewizji satelitarnej w języku francuskim należący do Centralnej Telewizji Chińskiej.
Nadawany jest przez satelity Galaxy 3C, Intelsat 1R, Intelsat 9, Intelsat 10, ChinaSat 6B na obszar Europy, Afryki, Azji i Pacyfiku, Ameryki Północnej i Południowej.